# Зимові Паралімпійські ігри 2014
Зимові Паралімпійські ігри 2014 відбулися у Сочі, Росія, з 7 березня по 16 березня. Вони були одинадцятими Зимовими Паралімпійськими іграми.

## Вибір міста

### Вибори міста проведення
У першому турі голосування, в якому брали участь 97 учасників-представників країн МОК, вибув австрійський Зальцбург. У другому турі перемогу здобула заявка Сочі, вигравши у Пхьончхана 4 голоси (51 проти 47). Вперше Росія прийме Зимові Олімпійські та Паралімпійські ігри.
| Місто     | Країна         | 1-й раунд | 2-й раунд |
| Сочі      | Росія          | 34        | 51        |
| Пхьончхан | Південна Корея | 36        | 47        |
| Зальцбург | Австрія        | 25        | —         |

## Спортивні об'єкти

### Прибережний кластер
- Олімпійський стадіон «Фішт» — офіційні церемонії
- Льодова арена «Шайба» — следж хокей
- Керлінгова арена «Льодовий куб» — керлінг на колясках

### Гірський кластер
- Комплекс для змагань з лижних перегонів та біатлону «Лаура» — біатлон та лижні перегони
- Гірськолижний центр «Роза Хутір» — гірськолижний спорт

## Види спорту
Заплановане проведення змагань у 5 видах спорту:
- Біатлон
- Гірськолижний спорт
- Керлінг на колясках
- Лижні перегони
- Следж хокей

## Календар
| ● | Церемонія відкриття | ● | Кваліфікації | ● | Фінали | ● | Церемонія закриття |

| Березень            | 7 | 8  | 9 | 10 | 11 | 12 | 13 | 14 | 15 | 16 | Фіналів |
| ------------------- | - | -- | - | -- | -- | -- | -- | -- | -- | -- | ------- |
| Церемонії           | ● |    |   |    |    |    |    |    |    | ●  |         |
| Следж хокей         |   |    |   |    |    |    |    |    | 1  |    | 1       |
| Керлінг на колясках |   |    |   |    |    |    |    |    | 1  |    | 1       |
| Біатлон             |   | 6  |   |    | 6  |    |    | 6  |    |    | 18      |
| Лижні перегони      |   |    | 2 | 4  |    | 6  |    |    | 2  | 6  | 20      |
| Гірськолижний спорт |   | 6  | 6 | 2  | 4  | 2  | 4  |    | 2  | 4  | 30      |
| Фіналів за день     |   | 12 | 8 | 6  | 10 | 8  | 4  | 6  | 6  | 10 | 72      |
| Березень            | 7 | 8  | 9 | 10 | 11 | 12 | 13 | 14 | 15 | 16 | Всього  |

## Країни-учасниці
У змаганнях на зимових Паралімпійських іграх 2014 року візьмуть участь спортсмени із 45 країн.

## Медальний залік
Легенда
      Країна-господар
Топ-10 неофіційного національного медального заліку:
| Місце | Країна          |    |    |    | Усього |
| ----- | --------------- | -- | -- | -- | ------ |
| 1     | Росія           | 30 | 28 | 22 | 80     |
| 2     | Німеччина       | 9  | 5  | 1  | 15     |
| 3     | Канада          | 7  | 2  | 7  | 16     |
| 4     | Україна         | 5  | 9  | 11 | 25     |
| 5     | Франція         | 5  | 3  | 4  | 12     |
| 6     | Словаччина      | 3  | 2  | 2  | 7      |
| 7     | Японія          | 3  | 1  | 2  | 6      |
| 8     | США             | 2  | 7  | 9  | 18     |
| 9     | Австрія         | 2  | 5  | 4  | 11     |
| 10    | Велика Британія | 1  | 3  | 2  | 6      |